# La Idea (Chile, 1871-1876)
La Idea fue el primer periódico publicado en Linares (Chile) y vio la luz pública el 31 de octubre de 1871. Fue fundado por Nicomedes Pincheira Rodríguez (1852-1877) quien fue también su principal redactor Su último número, el 201, se publicó el 12 de febrero de 1876.
Sus intenciones publicadas en el primer número eran:
“La Idea” es el nombre que más a propósito nos ha parecido para una publicación que, como la que se inicia, tenga por único objeto trabajar por la realización de toda idea social, mercantil i local; por la unión de todos en un pensamiento del que será su lejítimo orgullo
...
cualquiera que sea nuestro lector no tememos decirle lo que naturalmente palpará: -Toda clase de adelanto social, grande o pequeño que sea, necesita la cooperación unida de todos los miembros que constituyen al sociedad, para su realización completa i que satisfaga el deseo de cada uno.
Fue impreso en Linares y tenía cuatro páginas a dos columnas y se financiaba con dos páginas de avisos más los ingresos de la venta que eran diez centavos (la suscripción anual 2.25 pesos). El padre de Nicomedes, notario en Linares, fue el principal suscriptor de avisos, en los cuales publicaba el movimiento de la notaría y las transacciones comerciales.